# Dvojni trup (ladja)
Dvojni trup (ang. double hull) je način gradnje, pri kateri ima ladja na dnu in pri straneh dva vodoneprepustna trupa. S tem se poveča varnost, če se poškoduje samo zunanji trup bo notranji še vedno zadržal tovor (npr. nafto) in ladjo bo še vedno plula. Pri hudih trkih se lahko sicer poškodujeta oba trupa.
Včasih se prostor med trupoma zapolni z balastno vodo. Obstaja tudi kategorija, kjer ima ladja dvojno dno, drugo dele pa enotrupne, te so bolj varne kot enotrupne vendar manj kot v celoti dvotrupne.
Dvotrupne ladje so dražje za izdelavo in imajo manjšo tovorno sposobnost kot enako velike enotrupne. V nekaterih primerih so lahko dvotrupne ladje manj stabilne kot enotrupne.
Za potniške ladje je po konvenciji SOLAS dvojni trup obvezen. Tudi vse tovorne ladje za prevoz nevarnih tovorov, zgrajene po letu 1990, morajo imeti dvojni trup. To po letu 2015 vključuje vse tankerje.

## V podmornicah
Pri podmornicah je dvojni trup precej drugačen od ladij, zunanji trup je lažji od notranjega »tlačnega«.